# Тичин (гміна)
Гміна Тичин (пол. Gmina Tyczyn) — місько-сільська гміна у східній Польщі. Належить до Ряшівського повіту Підкарпатського воєводства.
Станом на 31 грудня 2011 у гміні проживало 11158 осіб.

## Територія
Згідно з даними за 2007 рік площа гміни становила 82.44 км², у тому числі:
- орні землі: 77.00%
- ліси: 13.00%

Таким чином, площа гміни становить 6.76% площі повіту.

## Населення
Станом на 31 грудня 2011:
| Опис     | Загалом | Загалом | Чоловіки | Чоловіки | Жінки | Жінки |
| -------- | ------- | ------- | -------- | -------- | ----- | ----- |
| одиниця  | осіб    | %       | осіб     | %        | осіб  | %     |
| все      | 11158   | 100     | 5491     | 49.21    | 5667  | 50.79 |
| міське   | 3535    | 100     | 1701     | 48.12    | 1834  | 51.88 |
| сільське | 7623    | 100     | 3790     | 49.72    | 3833  | 50.28 |

## Солтиства
Борек Стари, Германова, Кельнарова, Матисівка

## Історія
Об'єднана сільська гміна Тичин Ряшівського повіту Львівського воєводства утворена 1 серпня 1934 р. внаслідок об'єднання дотогочасних (збережених від Австро-Угорщини) громад сіл (гмін): Біла, Борек Стари, Будивой, Хмільник, Германова, Кельнарова, Сєдліска, Солонка, Страшидлє.

## Сусідні гміни
Гміна Тичин межує з такими гмінами: Блажова, Боґухвала, Гижне, Красне, Любеня, Хмельник.